# Eureka (Navarro megye, Texas)
Eureka város az USA Texas államában, Navarro megyében. Lakosainak száma 313 fő (2020. április 1.).

## Népesség
A település népességének változása:

| 2010 | 307 |
| 2020 | 313 |